# 迈克·克纳汉
迈克·克纳汉（英語：Mike Kernaghan，1955年7月22日—），新西兰男子草地滚球运动员。他曾代表新西兰参加1994年和2002年英联邦运动会草地滚球比赛，其中2002年英联邦运动会获得一枚铜牌。